# Arkham House

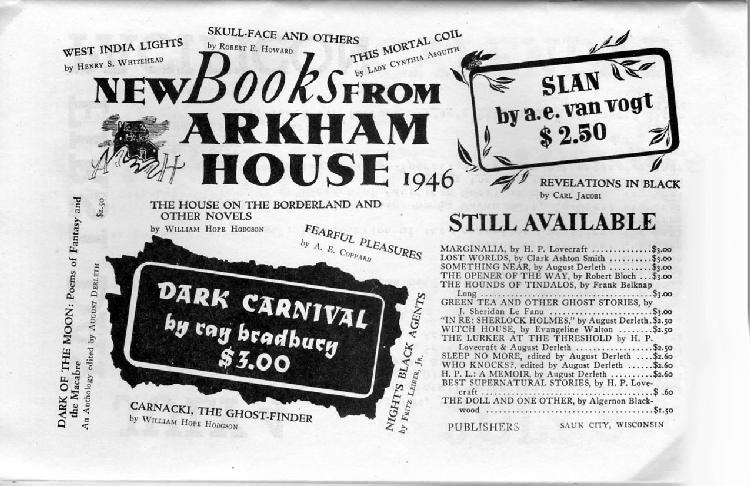
Publicité de la maison Arkham en 1946.

Arkham House est une maison d'édition américaine spécialisée dans les littératures de l'imaginaire (weird fiction), créée en 1939 à Sauk City dans le Wisconsin par August Derleth et Donald Wandrei. Le nom de la société vient de celui de la ville fictive de Nouvelle-Angleterre imaginée par le romancier américain H. P. Lovecraft : Arkham. C'est Arkham House qui a publié les premières collections de livres reliés des travaux de Lovecraft.
En plus de la fiction de Lovecraft, Arkham House a également publié ses lettres à ses pairs, sa famille et ses amis (notamment, celles à Derleth et Wandrei).
Arkham House a également publié les travaux de plusieurs contemporains de Lovecraft, parmi lesquels figurent : Robert E. Howard, Frank Belknap Long, Clark Ashton Smith, Robert Bloch, et Derleth lui-même ainsi que d'autres auteurs plus classiques comme : William Hope Hodgson, Algernon Blackwood, H. Russell Wakefield, Seabury Quinn, et Sheridan Le Fanu ; on retrouve également des auteurs plus récents, influencés par Lovecraft, tels que Ray Bradbury, Ramsey Campbell et Brian Lumley.
Cependant, malgré le nombre d'écrivains talentueux publiés par Arkham House, l'entreprise n'a jamais connu un grand succès commercial. Derleth écrit d'ailleurs en 1970 : « Le fait est qu'il n'y a pas eu une seule année depuis la création de la société où les recettes d'Arkham ont dépassé ses dépenses ; j'ai dû sortir de l'argent de ma poche pour consolider les finances de l'entreprise. » Après la mort de Derleth, Wandrei a brièvement tenu le rôle de rédacteur en chef. James Turner a ensuite pris le relais et a publié d'importants auteurs de science-fiction et de fantasy comme Michael Bishop, Lucius Shepard, Bruce Sterling, James Tiptree Jr., Michael Shea et J. G. Ballard, tout en publiant des livres reliés de travaux plus courts. Le successeur de Turner, Peter Ruber, a cherché à retourner au mode de publication originel.

## Autres noms
Akham House a publié sous deux autres noms dans son histoire. En 1945, Mycroft & Moran était lancé pour la publication de romans policiers étranges. La même année, ils créent également Stanton & Lee Publishers avec l'intention de publier les bandes dessinées de Clare Victor Dwiggins. Stanton & Lee ont aussi publié la poésie et d'autres écrits de Derleth.

## Publications d'Arkham House

### Années 2000
- Evermore, édité par James Robert Smith et Stephen Mark Rainey (2006)
- Other Worlds Than Ours, de Nelson S. Bond (2005)
- Cave of a Thousand Tales, de Milt Thomas (2004)
- Selected Letters of Clark Ashton Smith, de Clark Ashton Smith (2003)
- The Cleansing, de John D. Harvey (2002)
- The Far Side of Nowhere, de Nelson S. Bond (2002)
- Book of the Dead, de E. Hoffmann Price (2001)
- Arkham's Masters of Horror, édité par Peter Ruber (2000)
- In the Stone House, de Barry N. Malzberg (2000)

### Années 1990
- Sixty Years of Arkham House, édité par S. T. Joshi (1999)
- Dragonfly, de Frederic S. Durbin (1999)
- New Horizons, édité par August Derleth (1999)
- Lovecraft Remembered, édité par Peter Cannon (1998)
- Flowers from the Moon and Other Lunacies, de Robert Bloch (1998)
- Voyages by Starlight, de Ian R. MacLeod (1997)
- Synthesis & Other Virtual Realities, de Mary Rosenblum (1996)
- Cthulhu 2000: A Lovecraftian Anthology, édité par James Turner (1995)
- Miscellaneous Writings, de H. P. Lovecraft, édité par S. T. Joshi (1994)
- The Breath of Suspension, de Alexander Jablokov (1994)
- The Aliens of Earth, de Nancy Kress (1993)
- Alone with the Horrors: The Great Short Fiction of Ramsey Campbell 1961-1991, de Ramsey Campbell (1993)
- Meeting in Infinity, de John Kessel (1992)
- Lord Kelvin's Machine, de James P. Blaylock (1992)
- Gravity's Angels, de Michael Swanwick (1991)
- The Ends of the Earth, de Lucius Shepard (1990)
- Her Smoke Rose Up Forever, de James Tiptree, Jr. (1990)

### Années 1980
- Tales of the Cthulhu Mythos, de H. P. Lovecraft et al. (1989)
- Crystal Express, de Bruce Sterling (1989)
- The Horror in the Museum and Other Revisions, de H. P. Lovecraft (1989)
- Memories of the Space Age, de J. G. Ballard (1988)
- A Rendezvous in Averoigne, de Clark Ashton Smith (1988)
- Polyphemus, de Michael Shea (1987)
- The Jaguar Hunter, de Lucius Shepard (1987)
- Tales of the Quintana Roo, de James Tiptree, Jr. (1986)
- Dreams of Dark and Light: The Great Short Fiction of Tanith Lee, de Tanith Lee (1986)
- Dagon and Other Macabre Tales, de H. P. Lovecraft (1986)
- At the Mountains of Madness and Other Novels, de H. P. Lovecraft (1985)
- The Dunwich Horror and Others, de H. P. Lovecraft (1985)
- Lovecraft's Book, de Richard A. Lupoff (1985)
- Who Made Stevie Crye?, de Michael Bishop (1984)
- Watchers at the Strait Gate, de Russell Kirk (1984)
- One Winter in Eden, de Michael Bishop (1984)
- The Zanzibar Cat, de Joanna Russ (1983)
- The Wind from a Burning Woman, de Greg Bear (1983)
- The House of the Wolf, de Basil Copper (1983)
- The Solar Pons Omnibus, de August Derleth, édité par Basil Copper (1982)
- The Darkling, de David Kesterton (1982)
- Blooded on Arachne, de Michael Bishop (1982)
- Tales from the Nightside, de Charles L. Grant (1981)
- Collected Poems, de Richard L. Tierney (1981)
- The Third Grave, de David Case (1981)
- New Tales of the Cthulhu Mythos, édité par Ramsey Campbell (1980)
- Necropolis, de Basil Copper (1980)

### Années 1970
- The Black Book of Clark Ashton Smith, de Clark Ashton Smith (1979)
- The Princess of All Lands, de Russell Kirk (1979)
- In the Mist and Other Uncanny Encounters, de Elizabeth Walter (1979)
- Half in Shadow, de Mary Elizabeth Counselman (1978)
- Born to Exile, de Phyllis Eisenstein (1978)
- In Mayan Splendor, de Frank Belknap Long (1977)
- The Horror at Oakdeene and Others, de Brian Lumley (1977)
- And Afterward, the Dark, de Basil Copper (1977)
- Kecksies and Other Twilight Tales, de Marjorie Bowen (1976)
- The Height of the Scream, de Ramsey Campbell (1976)
- Literary Swordsmen and Sorcerers, de Lyon Sprague de Camp (1976)
- Dwellers in Darkness, de August Derleth (1976)
- Selected Letters V (1934-1937), de H. P. Lovecraft (1976)
- Selected Letters IV (1932-1934), de H. P. Lovecraft (1976)
- Dreams from R'lyeh, de Lin Carter (1975)
- The Purcell Papers, de Sheridan Le Fanu (1975)
- Nameless Places, édité par Gerald W. Page (1975)
- The House of the Worm, de Gary Myers (1975)
- Harrigan's File, de August Derleth (1975)
- Xélucha and Others, de M. P. Shiel (1975)
- Howard Phillips Lovecraft: Dreamer on the Nightside, de Frank Belknap Long (1975)
- The Watchers Out of Time and Others, de H. P. Lovecraft et August Derleth (1974)
- Collected Ghost Stories, de Mary E. Wilkins-Freeman (1974)
- Beneath the Moors, de Brian Lumley (1974)
- Stories of Darkness and Dread, de Joseph Payne Brennan (1973)
- From Evil's Pillow, de Basil Copper (1973)
- Demons by Daylight, de Ramsey Campbell (1973)
- The Rim of the Unknown, de Frank Belknap Long (1972)
- Disclosures in Scarlet, de Carl Jacobi (1972)
- The Arkham Collector, vol. I, édité par August Derleth (1972)
- The Caller of the Black, de Brian Lumley (1971)
- Selected Letters III (1929-1931), de H. P. Lovecraft (1971)
- Songs and Sonnets Atlantean, by Donald S. Fryer (1971)
- The Arkham Collector, no 10 (été 1971)
- Dark Things, édité par August Derleth (1971)
- Eight Tales, de Walter de la Mare (1971)
- The Arkham Collector, no 9 (printemps 1971)
- The Face in the Mirror, de Denys Val Baker (1971)
- Selected Poems, de Clark Ashton Smith (1971)
- The Arkham Collector, no 8 (hiver 1971)
- The Horror in the Museum and Other Revisions, de H. P. Lovecraft (1970)
- The Arkham Collector, no 7 (été 1970)
- Other Dimensions, de Clark Ashton Smith (1970)
- Demons and Dinosaurs, de Lyon Sprague de Camp (1970)
- Thirty Years of Arkham House, 1939-1969: A History and Bibliography, preparé par August Derleth (1970)
- The Arkham Collector, no 6 (hiver 1970)

### Années 1960
- The Folsom Flint and Other Curious Tales, de David H. Keller (1969)
- Tales of the Cthulhu Mythos, de H. P. Lovecraft et al. (1969)
- The Arkham Collector, no 5 (été 1969)
- The Arkham Collector, no 4 (hiver 1969)
- The Arkham Collector, no 3 (été 1968)
- Nightmares and Daydreams, de Nelson S. Bond (1968)
- Selected Letters II (1925-1929), de H. P. Lovecraft (1968)
- The Green Round, de Arthur Machen (1968)
- The Arkham Collector, no 2 (hiver 1968)
- Strange Gateways, de E. Hoffmann Price (1967)
- Three Tales of Horror, de H. P. Lovecraft (1967)
- The Mind Parasites, de Colin Wilson (1967)
- The Arkham Collector, no 1 (été 1967)
- Travellers by Night, édité par August Derleth (1967)
- Deep Waters, de William Hope Hodgson (1967)
- Black Medicine, de Arthur J. Burks (1967)
- Colonel Markesan and Less Pleasant People, de August Derleth and Mark Schorer (1966)
- The Dark Brotherhood and Other Pieces, de H. P. Lovecraft & divers hands (1966)
- Strange Harvest, de Donald Wandrei (1965)
- Something Breathing, de Stanley McNail (1965)
- The Quick and the Dead, de Vincent Starrett (1965)
- Dagon and Other Macabre Tales, de H. P. Lovecraft (1965)
- Poems in Prose, de Clark Ashton Smith (1965)
- Selected Letters I (1911-1924), de H. P. Lovecraft (1965)
- Tales of Science and Sorcery, de Clark Ashton Smith (1964)
- Nightmare Need, de Joseph Payne Brennan (1964)
- Portraits in Moonlight, de Carl Jacobi (1964)
- At the Mountains of Madness and Other Novels, de H. P. Lovecraft (1964)
- Over the Edge, édité par August Derleth (1964)
- Poems for Midnight, de Donald Wandrei (1964)
- The Inhabitant of the Lake and Less Welcome Tenants, de J. Ramsey Campbell (1964)
- The Dark Man and Others, de Robert E. Howard (1963)
- Mr. George and Other Odd Persons, de Stephen Grendon (1963)
- Who Fears the Devil?, de Manly Wade Wellman (1963)
- Autobiography: Some Notes on a Nonentity, de H. P. Lovecraft, annoté par August Derleth (1963)
- The Dunwich Horror and Others, de H. P. Lovecraft (1963)
- Collected Poems, de H. P. Lovecraft (1963)
- The Horror from the Hills, de Frank Belknap Long (1963)
- 100 Books by August Derleth, de August Derleth (1962)
- The Trail of Cthulhu, de August Derleth (1962)
- Dark Mind, Dark Heart, édité par August Derleth (1962)
- Lonesome Places, de August Derleth (1962)
- Dreams and Fancies, de H. P. Lovecraft (1962)
- The Shunned House, de H. P. Lovecraft (1961)
- Fire and Sleet and Candlelight, édité par August Derleth (1961)
- Strayers from Sheol, de H. Russell Wakefield (1961)
- Invaders from the Dark, de Greye La Spina (1960)
- Pleasant Dreams: Nightmares, de Robert Bloch (1960)
- The Abominations of Yondo, de Clark Ashton Smith (1960)

### Années 1950
- The Shuttered Room and Other Pieces, de H. P. Lovecraft et al. (1959)
- Some Notes on H. P. Lovecraft, de August Derleth (1959)
- Arkham House: The First 20 Years, de August Derleth (1959)
- Nine Horrors and a Dream, de Joseph Payne Brennan (1958)
- The Mask of Cthulhu, de August Derleth (1958)
- Spells and Philtres, de Clark Ashton Smith (1958)
- Always Comes Evening, de Robert E. Howard (1957)
- The Survivor and Others, de H. P. Lovecraft et August Derleth (1957)
- The Feasting Dead, de John Metcalfe (1954)
- The Curse of Yig, de Zealia Bishop (1953)
- Night's Yawning Peal: A Ghostly Company, édité par August Derleth (1952)
- Tales from Underwood, de David H. Keller (1952)
- The Dark Chateau, de Clark Ashton Smith (1951)
- A Hornbook for Witches, de Leah Bodine Drake (1950)

### Années 1940
- The Throne of Saturn, de S. Fowler Wright (1949)
- The Arkham Sampler, vol. II, no 4 (automne 1949)
- The Arkham Sampler, vol. II, no 3 (été 1949)
- The Arkham Sampler, vol. II, no 2 (printemps 1949)
- The Arkham Sampler, vol. II, no 1 (hiver 1949)
- Something About Cats and Other Pieces, de H. P. Lovecraft (1949)
- Not Long for this World, de August Derleth (1948)
- Genius Loci and Other Tales, de Clark Ashton Smith (1948)
- The Arkham Sampler, vol. I, no 4 (automne 1948)
- The Arkham Sampler, vol. I, no 3 (été 1948)
- The Arkham Sampler, vol. I, no 2 (printemps 1948)
- The Arkham Sampler, vol. I, no 1 (hiver 1948)
- Roads, de Seabury Quinn (1948)
- The Fourth Book of Jorkens, de Lord Dunsany (1948)
- The Web of Easter Island, de Donald Wandrei (1948)
- The Travelling Grave and Other Stories, de L.P. Hartley (1948)
- Night's Black Agents, de Fritz Leiber Jr. (1947)
- Revelations in Black, de Carl Jacobi (1947)
- Dark Carnival, de Ray Bradbury (1947)
- Dark of the Moon: Poems of Fantasy and the Macabre, édité par August Derleth (1947)
- This Mortal Coil, de Cynthia Asquith (1947)
- Slan, de A. E. van Vogt (1946)
- The Clock Strikes Twelve, de H. Russell Wakefield (1946)
- Fearful Pleasures, de A. E. Coppard (1946)
- West India Lights, de Henry S. Whitehead (1946)
- Skull-Face and Others, de Robert E. Howard (1946)
- The House on the Borderland and Other Novels, de William Hope Hodgson (1946)
- The Doll and One Other, de Algernon Blackwood (1946)
- The Hounds of Tindalos, de Frank Belknap Long (1946)
- The Lurker at the Threshold, de H. P. Lovecraft et August Derleth (1945)
- Green Tea and Other Ghost Stories, de Sheridan Le Fanu (1945)
- Witch House, de Evangeline Walton (1945)
- The Opener of the Way, de Robert Bloch (1945)
- Something Near, de August Derleth (1945)
- Marginalia de H. P. Lovecraft (1944)
- Lost Worlds, de Clark Ashton Smith (1944)
- Jumbee and Other Uncanny Tales, de Henry S. Whitehead (1944)
- The Eye and the Finger, de Donald Wandrei (1944)
- Beyond the Wall of Sleep, de H. P. Lovecraft (1943)
- Out of Space and Time, de Clark Ashton Smith (1942)
- Someone in the Dark, de August Derleth (1941)

### 1939
- The Outsider and Others, de H. P. Lovecraft (1939)